# Gryphaea

Gryphaea arcuata aus dem Arietenkalk des östlichen Albvorlandes.

Gryphaea ist eine ausgestorbene Muschelgattung, die mit den Austern verwandt war. Ihre fossilen Schalen werden vor allem in den Schichten des Jura (von vor rund 200 Millionen Jahren bis vor 135 Millionen Jahren) gefunden.

## Merkmale
Ihr Gehäuse zeichnet sich durch eine sehr stark gebogene linke Klappe aus, die von der flachen rechten Klappe wie mit einem Deckel verschlossen wird. Die Muschelschalen sind sehr dickwandig. Gryphaea gehört zu den dysodonten Muscheln, sie hat also keine Zähne an ihrem Schloss. Verwandte der Gattung Gryphaea aus der Familie der Gryphaeidae sind bis heute in den Ozeanen verbreitet.

## Lebensweise
An spezifischen Fundorten werden Gryphaea-Fossilien in großen Mengen gefunden. Dies deutet darauf hin, dass sie Kolonien bildete. Sie lebte auf dem Boden von Flachmeeren. Die gebogene, linke Schale war im Substrat des Meeresgrundes vergraben, während sich der flache „Deckel“ öffnete und der Muschel das Filtrieren von Nahrung ermöglichte. Daher wird von Fossiliensammlern die linke Schale oft als „untere“, die rechte als „obere“ bezeichnet.

## Evolution
Die Gryphaea-Arten aus den Schichten des Unterjura zeigen eine stetige Größenzunahme bis in den Mitteljura. Diese Größenzunahme ist aber nicht auf eine größere Lebenserwartung und damit ein höheres Alter späterer Formen und Arten zurückzuführen, sondern auf größere Wachstumsraten. Mit dem beschleunigten Wachstum gehen Merkmale der Heterochronie (Pädomorphose) einher.

## Arten (Auswahl)
- Gryphaea arcuata, 6 cm, wird in Deutschland und Frankreich häufig gefunden, Leitfossil im Sinemurium
- Gryphaea dilobotes, bis zu 14 cm, Westeuropa, Leitfossil für das Callovium
- Gryphaea gigantea, 10 – 12 cm, wird in Westeuropa in kalkig-mergeliger Fazies gefunden, Leitfossil für das Pliensbachium